# Circuito Permanente de Jerez
Circuito Permanente de Jerez – położony w Jerez de la Frontera w Hiszpanii tor wyścigowy.
Po ukończeniu budowy tor został otwarty w 1985 roku. Odbywały się na nim wyścigi motocyklowe, a wkrótce zorganizowano na nim Grand Prix Hiszpanii Formuły 1. Formuła 1 gościła tutaj nieprzerwanie do 1990 roku, po czym wyścig został przeniesiony na Circuit de Barcelona-Catalunya. W sezonach 1994 oraz 1997 na torze Jerez dwukrotnie organizowane było Grand Prix Europy, ale już od 1998 roku tor na dobre zniknął z wyścigowego kalendarza Formuły 1. 
Na Jerez nadal odbywają się wyścigi MotoGP oraz Formuły Ford. Służy też jako tor testowy Formuły 1.

## Zwycięzcy Grand Prix
| Sezon                | Kierowca           | Zespół            |                   |
| Grand Prix Europy    | Grand Prix Europy  | Grand Prix Europy | Grand Prix Europy |
| -------------------- | ------------------ | ----------------- | ----------------- |
| 1997                 | Mika Häkkinen      | McLaren-Mercedes  | Wyniki            |
| 1994                 | Michael Schumacher | Benetton-Ford     | Wyniki            |
| Grand Prix Hiszpanii |                    |                   |                   |
| 1990                 | Alain Prost        | Ferrari           | Wyniki            |
| 1989                 | Ayrton Senna       | McLaren-Honda     | Wyniki            |
| 1988                 | Alain Prost        | McLaren-Honda     | Wyniki            |
| 1987                 | Nigel Mansell      | Williams-Honda    | Wyniki            |
| 1986                 | Ayrton Senna       | Lotus-Renault     | Wyniki            |